# Jerzy Dajlida

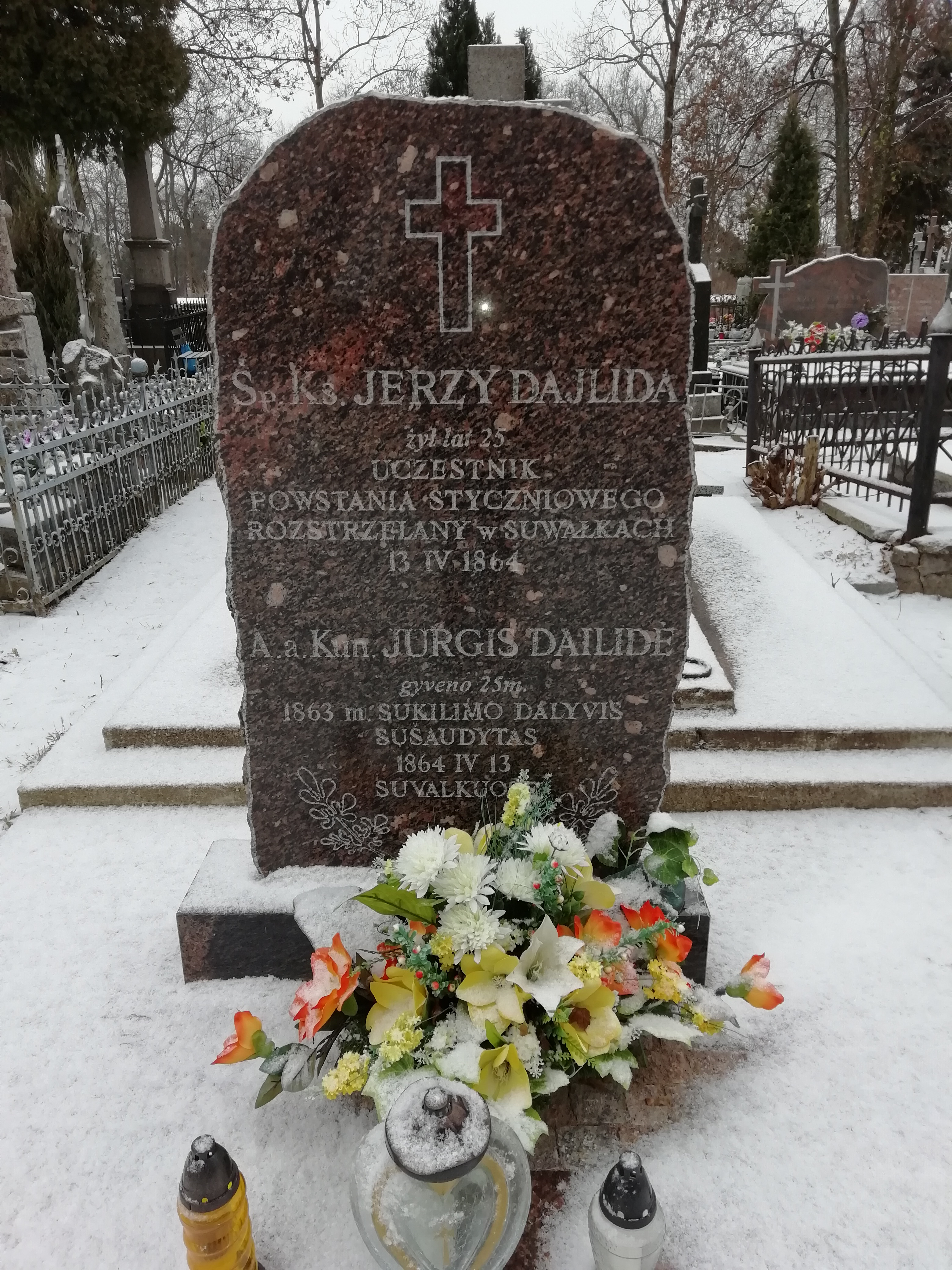
Symboliczny grób ks. Jerzego Dajlidy na suwalskim cmentarzu parafialnym przy ulicy Bakałarzewskiej

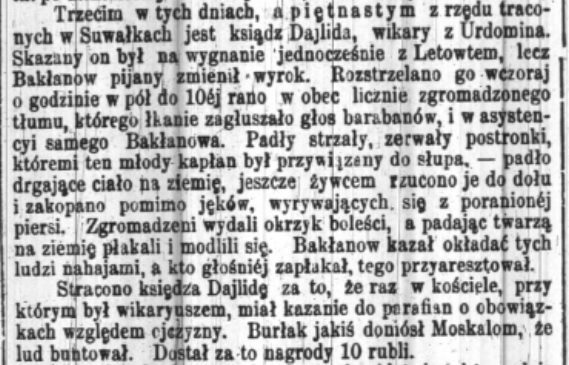
Opis egzekucji ks. Jerzego Dajlidy.Notatka z "Dziennika Poznańskiego" z 1864 r.

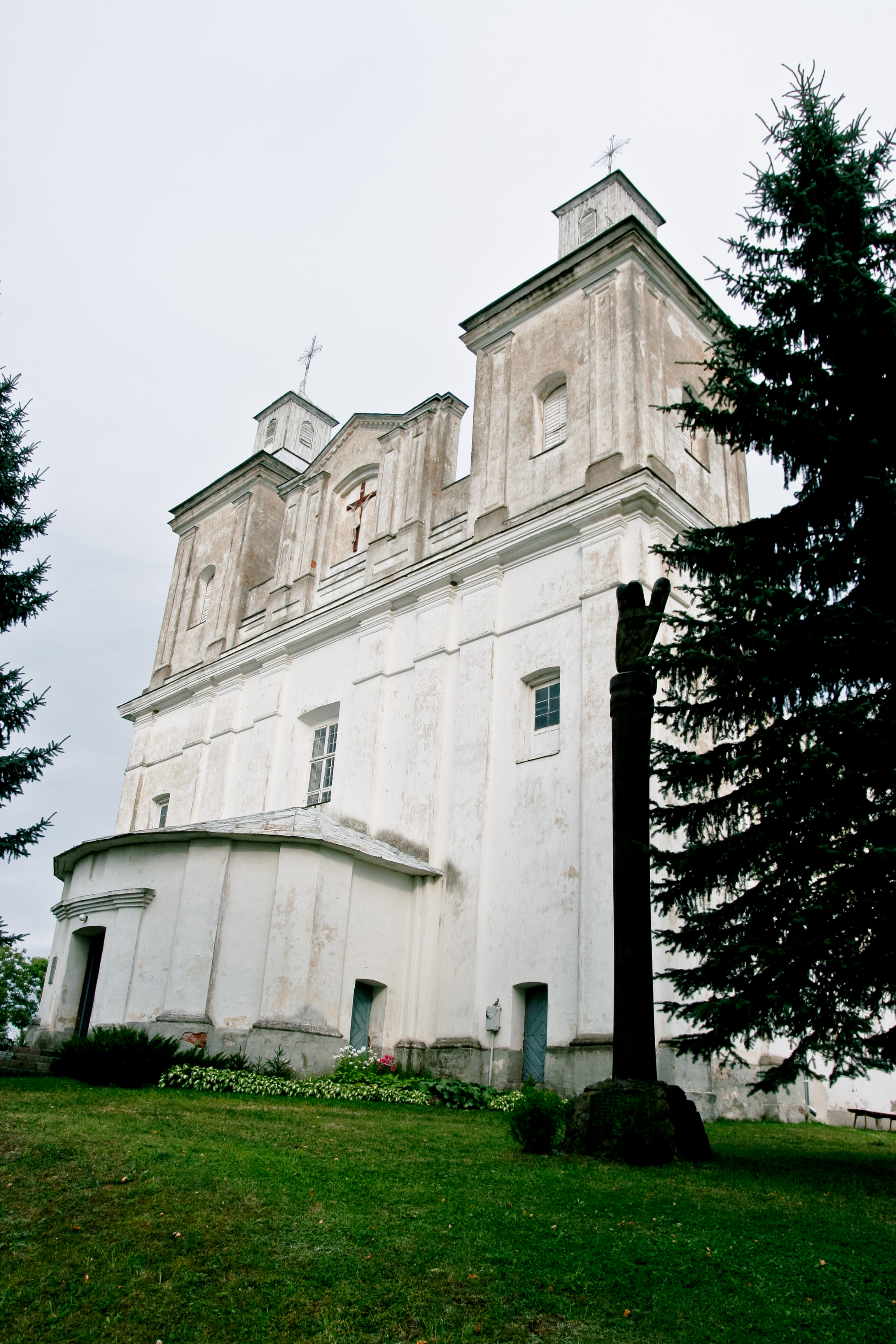
Kościół Świętej Trójcy w Urdominie (Rudamina), gdzie posługę kapłańską pełnił ks. Jerzy Dajlida

Jerzy Dajlida (ur. 1839, zm. 13 kwietnia 1864) – ksiądz, uczestnik powstania styczniowego.

## Życiorys
Jerzy Dajlida (Jurgis Dailide) syn Stanisława, urodził się w 1839 r. we wsi Syntowty (Sintautuose – miejscowość w okręgu mariampolskim) w rodzinie włościańskiej. Andrzej Matusiewicz za Witoldem Jemielitym podaje, iż Dajlida ukończył Seminarium Duchowne w Sejnach i po otrzymaniu święceń, w marcu 1862 roku został wikariuszem w parafii Urdomin, w powiecie kalwaryjskim. Posługę kapłańską sprawował w kościele św. Trójcy.

Tam razem z miejscowym wójtem – Radzewiczem oraz Juliuszem Letowtem – wójtem gminy Bułhakowsk brał udział w werbowaniu chłopów do powstania.

Bezpośrednią przyczyną aresztowania księdza były wydarzenia, które miały miejsce nocą z 30 na 31 stycznia 1863 r. Wtedy to w miejscowym kościele Dajlida odczytał tekst przysięgi skierowanej do włościan. W tekście opublikowanym w „Dzienniku Suwalskim” (1926 r.) czytamy, iż winą księdza było przeczytanie w kościele z ambony podburzających proklamacji  t. j. dekretu i odezwy Polskiego Rządu Narodowego o zwolnienie i uwłaszczenie włościan.

O nocnych wydarzeniach zostały poinformowane zaborcze władze rosyjskie. Sołtys wsi Bielańce – Wasyl Borysow oraz Sikorski – sołtys wsi Strumbogłów złożyli na księdza donos.
Dajlida trafił do suwalskiego więzienia (prawdopodobnie już w marcu 1863 r.) gdzie był przetrzymywany i poddawany torturom. Bezskuteczne poręczenie i prośbę o uwolnienie księdza złożyli mieszkańcy wsi Gumbele, a także szanowani obywatele Suwałk, m.in. Baltazar Grabowski, Kazimierz Grabowski, A. J. Rajski.  Mimo tych działań kapłana skazano na karę śmierci przez rozstrzelanie. Wyrok wykonano 13 kwietnia 1864 r., o godzinie 9:30 lub 10:00. W „Dzienniku Poznańskim” z 1864 r. zachował się dość obszerny opis egzekucji księdza.
Biogram Jerzego Dajlidy ograniczył się do kilku zaledwie faktów. Nie udało się odszukać szerszych informacji dotyczących życia i działalności kapłana. Pewne światło na postać księdza rzucają materiały wykazane w bibliografii.

## Egzekucja ks. Jerzego Dajlidy
„Wiek” z 26 kwietnia 1864 r. donosił o rozstrzelaniu księdza  w Suwałkach za podmawianie włościan do buntu odprowadzenie i błogosławienie oddziałów powstańczych.
W notatce zamieszczonej w „Dzienniku Poznańskim” (1864 r.) czytamy wobec licznie zgromadzonego tłumu, którego łkanie zagłuszało głos barabanów (...) Padły strzały, zerwały postronki, którymi ten młody kapłan był przywiązany do słupa – padło drgające ciało na ziemię, jeszcze żywcem rzucono je do dołu i zakopano pomimo jęków wyrywających się z poranionej piersi. Zgromadzeni wydali okrzyk boleści a padając twarzą na ziemię płakali i modlili się. (...) Stracono ks. Dajlidę za to, że raz w kościele, przy którym był wikariuszem, miał kazanie do parafian o obowiązkach wobec ojczyzny.

## Symboliczny grób na suwalskim cmentarzu przy ulicy Bakałarzewskiej
Miejsce pochówku ks. Dajlidy budzi wiele wątpliwości. W notatce zamieszczonej w „Dzienniku Suwalskim” (1926 r.) znalazła się informacja o relacji Mamerta Nieciuńskiego dotycząca zdarzenia z lat 90. XIX w. (prace związane z budową kolei i dworca kolejowego w Suwałkach). Sugerował on, iż miejsce stracenia ks. Dajlidy zostało przypadkowo odnalezione przy budowie stacji pomp na kolei; w czasie robót ziemnych natrafiono na kości ludzkie i resztki sutanny. Władze rosyjskie kazały grabarzowi miejscowego cmentarza katolickiego pochować te szczątki poza murem cmentarza, co też uczynił, lecz w nocy przeniósł je i pochował w obrębie cmentarza.
W 2018 r. Litwini mieszkający na Suwalszczyźnie uczcili pamięć młodego księdza. Na cmentarzu parafialnym przy ulicy Bakałarzewskiej (Suwałki) powstał symboliczny grób z kamiennym nagrobkiem i inskrypcją w języku polskim i litewskim.
- Śp. ks. JERZY DAJLIDA, żył lat 25, uczestnik powstania styczniowego, rozstrzelany w Suwałkach, 13 kwietnia 1864 (treść inskrypcji w jęz. pol.);

- A.a. Kun. JURGIS DAILIDE gyveno 25 m, 1863 m. Sukilimo Dalyvis Susaudytas 1864 IV 13, Suvalkuos (treść inskrypcji w jęz. lit.).